# Mai Ceu
Mai Ceu (en lengua tigriña ማይጭው: Maich'ew, o Mai Cio) es un localidad de Etiopía, ubicada en la Región Tigray. Emplazada a unos 2.479 m s. n. m., se encuentra a 190 km al norte de Dessie siguiendo la autopista que une Adís Abeba con Asmara, en Eritrea. Forma parte del woreda de Endamehoni.

## Demografía
De acuerdo al censo de 1994, su población era de 19.757, de los cuales 8.894 eran hombres y 10.863 mujeres. Sin embargo, en 2005 la Agencia Central de Estadística de Etiopía, estimó la población total de la ciudad en 34.379 personas, de las cuales 16.702 eran hombres y 17.222 eran mujeres.

## Historia
Cerca del pueblo se libró la batalla de Mai Ceu, el 31 de marzo de 1936, que consolidó la superioridad militar de Italia de Benito Mussolini durante la Segunda Guerra Italo-Etíope.
Durante la ocupación italiana la población del pueblo alcanzaba a poco más de 500 personas, incluyendo a 22 ciudadanos italianos. En aquel período se introdujeron algunos adelantos como el teléfono, una enfermería, una gosolinera, un restaurante y un mercado.